# 7003 Зоямиронова
7003 Зоямиронова (7003 Zoyamironova) — астероїд головного поясу, відкритий 25 вересня 1976 року.
Тіссеранів параметр щодо Юпітера — 3,159.